# Niño Jesús
Niño Jesús, més conegut com El Tréntaiseis, és un barri al centre del districte de Retiro (Madrid), i està envoltat pels altres cinc barris del districte: Pacífico al sud, Adelfas al sud-est, Estrella a l'est, Ibiza al nord i Jerónimos a l'oest.

## Demografia
Té una població de 16.340 a 1 de gener de 2006. L'evolució de la demografia al barri no ha experimentat grans canvis als llarg dels últims 20 anys. Així en 1986 la població del barri era de 16.525, en 1991 era de 16.847, en 1996 era de 15.892 i en 2001 era de 16.220. Per tant, si prenem com a referència la població de 1986, aquesta s'ha vist reduïda en un 1,1%, mentre que per contra la població de la Ciutat de Madrid, en aquest mateix període, ha crescut un 4,8%.
L'edat mitjana del barri és de 42,85 anys. Malgrat ser una edat superior a la mitjana de la ciutat (42,00 anys), es troba entre les més baixes del districte, només superada per la del barri d'Adelfas, on l'edat mitjana és de 41,12 anys, més de 2 anys inferior a la mitjana del districte, que és de 43,88 anys.
| Any  | Població | Evolució de població |
| ---- | -------- | -------------------- |
| 1986 | 16.525   | 100                  |
| 1991 | 16.847   | 102                  |
| 1996 | 15.892   | 96                   |
| 1998 |          |                      |
| 1999 |          |                      |
| 2000 |          |                      |
| 2001 | 16.220   | 98                   |
| 2002 |          |                      |
| 2003 |          |                      |
| 2004 |          |                      |
| 2005 |          |                      |
| 2006 | 16.340   | 99                   |